# Everton (football, 1983)
Pour les articles homonymes, voir Everton.
Everton Ramos da Silva dit Everton est un footballeur brésilien, né le 8 juin 1983 à São Paulo au Brésil. Il évolue actuellement au Al Nasr Riyad comme attaquant.

## Biographie
Formé au Grêmio Barueri, il intègre l'équipe première en 2004 alors qu'elle évolue en Série A3 du Championnat de São Paulo.
Auteur de 36 buts lors de cette première saison, il permet grandement au club d'accéder à la Série A2. Pour sa seconde saison, il inscrit 17 buts et permet encore à son club d'être promu, en Série A cette fois.
Ses statistiques lui valent de rejoindre l'Europe en 2006, il s'engage donc avec Heracles Almelo aux Pays-Bas.
Le 21 juin 2013, après sept saisons à Almelo et 84 buts inscrits, Everton s'engager avec le club saoudien d'Al Nasr Riyad.

## Palmarès
Grêmio Barueri
- Championnat de São Paulo Série A2
  - Champion (1) : 2006
- Championnat de São Paulo Série A3
  - Champion (1) : 2005